# 정승용
정승용(鄭昇勇, 1991년 3월 25일~ )은 대한민국의 축구 선수로, 현재 성남 FC에 소속되어 있다.

## 클럽 경력
2010년 FC 서울에 입단하였다. 당초 공격수로 활약하였지만 이후 풀백으로 전향하였다.
2011년 경남 FC에 임대이적하였고, 2011년 FIFA U-20 월드컵 본선에 출전하였다.
2016년 강원 FC로 이적하였고, 강원의 승격에 공헌하였다. 시즌 종료 이후 K리그 챌린지 베스트 11을 수상했다. 2017시즌을 앞두고 연봉 300% 인상의 파격조건에 강원과 재계약하였다.
2020시즌을 앞두고 K4리그의 포천 시민축구단으로 임대되었다.
사회복무요원 소집해제 이후인 2021년 11월 6일에 원 소속팀인 강원 FC로 돌아왔다.

## 수상

### 팀

#### FC 서울
- K리그1 우승: 2010, 2012
- K리그 리그컵 우승: 2010

### 개인
- K리그2 베스트 11: 2016